# Cileungsir
Cileungsir is een bestuurslaag in het regentschap Ciamis van de provincie West-Java, Indonesië. Cileungsir telt 6129 inwoners (volkstelling 2010).